# Carl Steinacker

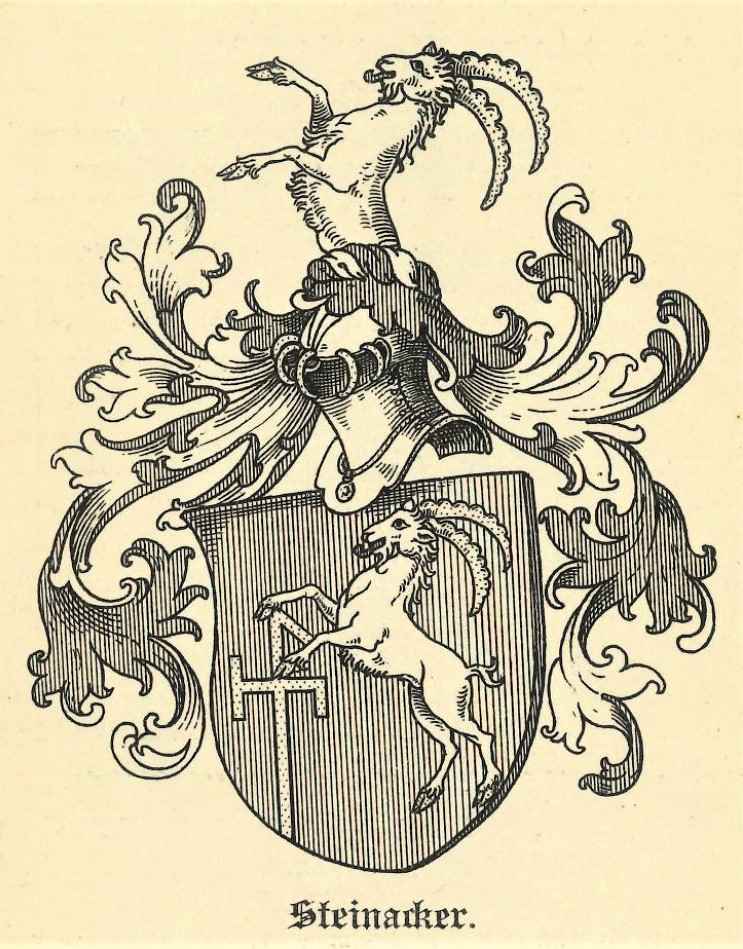
Wappen der Familie Steinacker

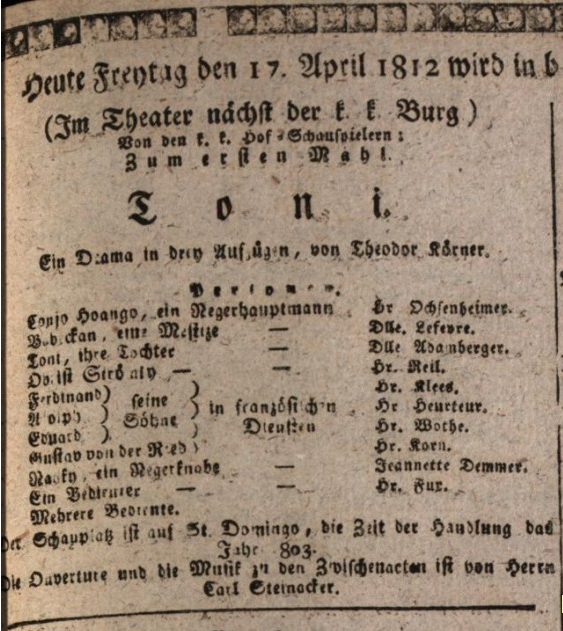
Steinackers Musik zu Theodor Körners Toni im Wiener Burgtheater, 17. April 1812

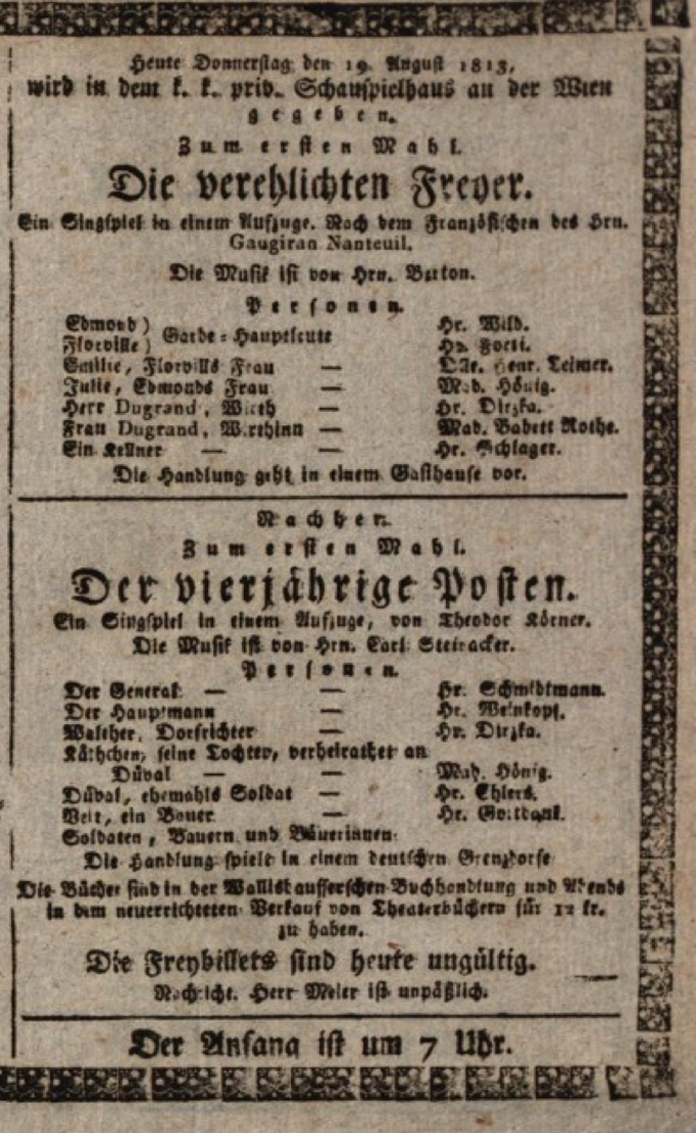
Der vierjährige Posten von Steinacker und Körner – Theaterzettel der Uraufführung am 19. August 1813 im Theater an der Wien

Carl Steinacker (* 1785 in Leipzig; † 18. Dezember 1814 in Wien) war ein deutscher Komponist und Kapellmeister in Wien.

## Familie
Carl Steinacker entstammte der bürgerlichen Familie Steinacker, die seit Beginn des 16. Jahrhunderts urkundlich in Quedlinburg nachgewiesen ist. Die ununterbrochene Stammfolge beginnt mit Hans Steinacker, der 1530 Ratsherr und Kämmerer der Stadt Quedlinburg war. Dessen Enkel war Philipp Steinacker (um 1565–1613), Jurist sowie fürstlich-sächsischer Rat und Hofgerichtsassessor zu Coburg.
Steinacker war der Sohn des Dessauer Kaufmanns in Inhaber einer Buchhandlung, Gabriel Wilhelm Steinacker (* 1743) und dessen zweiter Ehefrau Johanna Wilhelmine Marie geb. Schink. Sein Vater wanderte später nach Österreich aus. Steinacker hatte noch zwei Halbbrüder aus der ersten Ehe seines Vaters mit Sophie Wilhelmine Christiane geb. Regis:
- Carl Wilhelm Anton Steinacker (1772–1831), Direktor der Hornbostelschen Seidenfabrik in Wien-Gumpendorf
- Christian Friedrich Wilhelm Steinacker (1775–1838), Kaufmann und Inhaber einer Großhandlung in Wien.

## Leben
Der Musiker Steinacker wurde anfangs im Haus seines Onkels, des Buchhändlers Johann Erdmann Ferdinand Steinacker (1764–1842) in Leipzig erzogen. Nach seiner Schulzeit wirkte er zunächst als Angestellter des Verlegers Göschen in Leipzig. Schon damals war er ein ambitionierter Musiker und Komponist. Er ging dann jedoch ungefähr gleichzeitig wie Theodor Körner nach Wien, um sich völlig der Tonkunst zu widmen. Dort gewann er rasch Anschluss an einflussreiche Musiker, etwa Ignaz Franz von Mosel. Wie Körner wirkte er 1812 beim Händel-Konzert in der Winterreitschule (Alexanders Fest) mit, dies als Hilfsdirigent.
Seine Kompositionen gehören mit wenigen Ausnahmen dem Bereich der Vokalmusik bzw. des Musiktheaters an. Bereits vor seinem Wirken in Wien wird Steinacker in mehreren Nummern des Weimarers Journal des Luxus und der Moden in Musikalien-Rezensionen positiv gewürdigt. Als Komponist verschiedener Bühnenmusiken zu Werken Körners ist er seit 1811 sonst mehrfach in dessen Briefwechsel mit der Familie erwähnt. Bei Körners Singspiel Der vierjährige Posten war Steinacker der erste von nachweislich mindestens 21 Komponisten, die dieses Libretto bis ins 20. Jahrhundert hinein vertonten.
Wie Körner wurde Steinacker – im Alter von 30 Jahren – ein Opfer der sogenannten Befreiungskriege, obwohl er keine Schussverletzung erlitten haben dürfte.

## Werke (Auswahl)
- Toni, Ouvertüre und Zwischenakte zu dem Drama von Theodor Körner nach Heinrich von Kleists Die Verlobung in St. Domingo, 1812 im Wiener Burgtheater
- Hass und Liebe (Text von Theodor Körner), Operette 1 Akt (1812)
- Die Vedette (Text von Theodor Körner unter dem Titel Der vierjährige Posten), Operette 1 Akt (19. August 1813 im Theater an der Wien)